# Dornburg/Saale
Dornburg/Saale is een plaats en voormalige gemeente in de Duitse deelstaat Thüringen. De plaats maakt deel uit van de gemeente Dornburg-Camburg in het Saale-Holzland-Kreis.